# Lengyelország a Jagellók korában (1386–1572)
Lengyelország a Jagellók korában azt a lengyel történelmi időszakot jelöli, ami az 1386-os krevai egyezmény aláírásával, ezáltal Hedvig lengyel királynő és Jagelló litván nagyfejedelem házasságával kezdődött, és 1572-ig, az utolsó Jagelló-házi lengyel király, II. Zsigmond Ágost haláláig tartott. Lengyelország a korban a Litván Nagyfejedelemséggel alkotott perszonáluniót, majd az 1569-es lublini határozattal reálunióvá vált, megalakítva ezzel a Lengyel–Litván Nemzetközösséget.

## Előzmények
1370-ben meghalt az utolsó Piast-király, III. (Nagy) Kázmér. A Nagy Kázmér és Károly Róbert között megkötött szerződések értelmében, Kázmér halála után Károly fia, Lajos lett az új király, utána pedig a Lajos lánya, Hedvig. Ő ment férjhez Jagelló litván fejedelemhez (1386), aki ekkor felvette a keresztséget és államában is bevezette azt. Így jött létre a lengyel–litván perszonálunió.

## II. Jagelló Ulászló

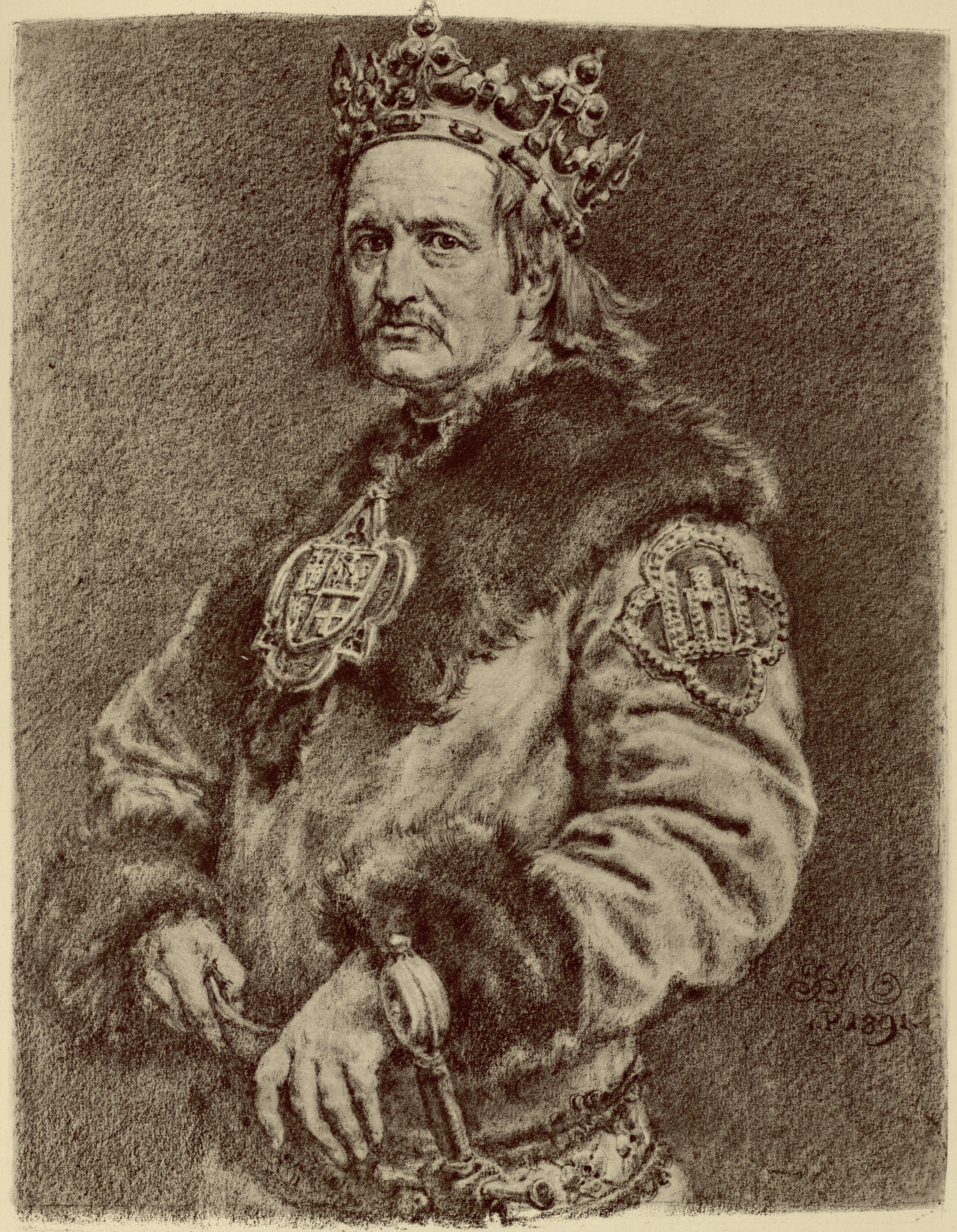
II. Jagelló Ulászló Jan Matejko képén

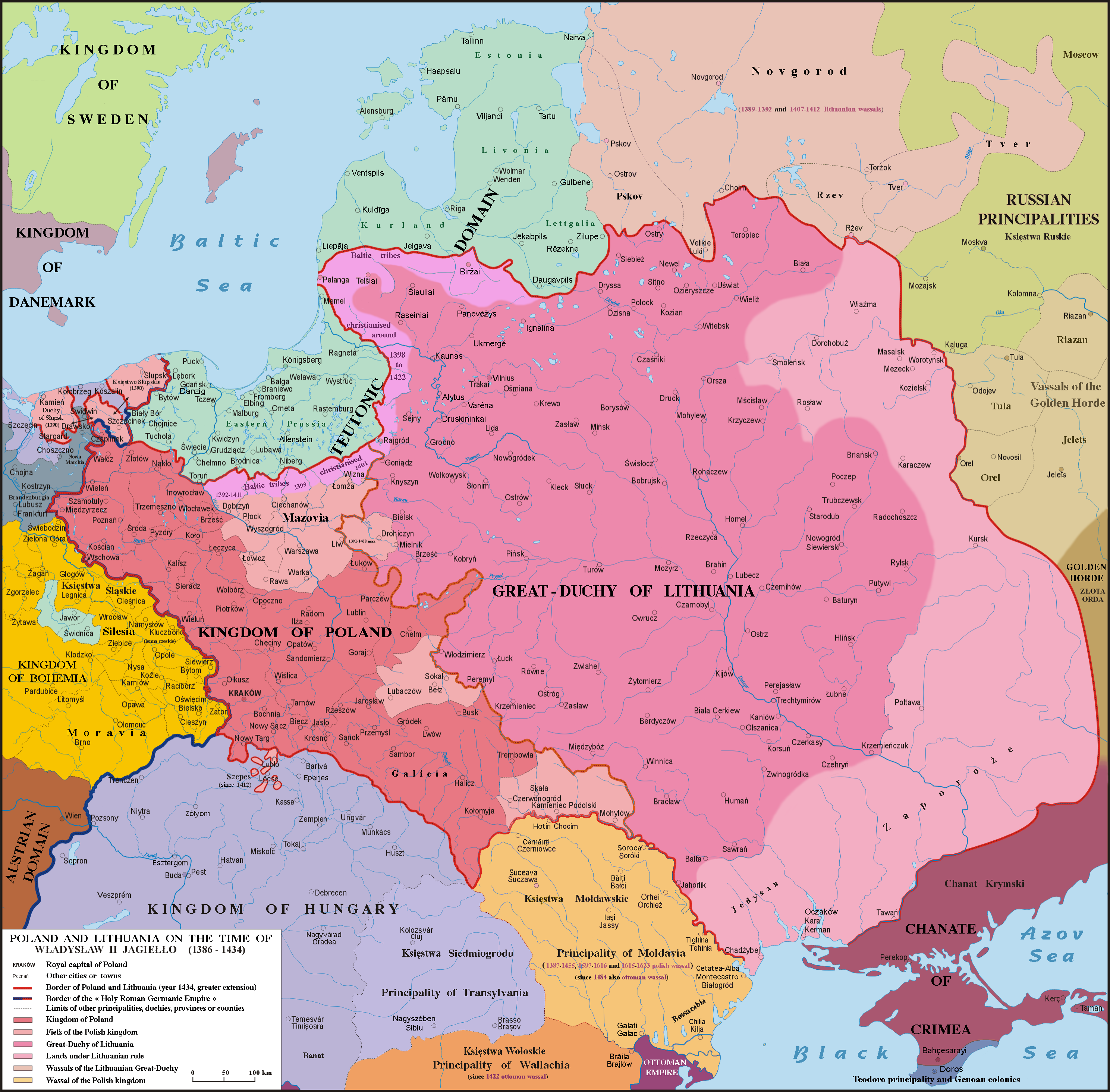
Lengyelország és a Litván Nagyfejedelemség 1385-ben

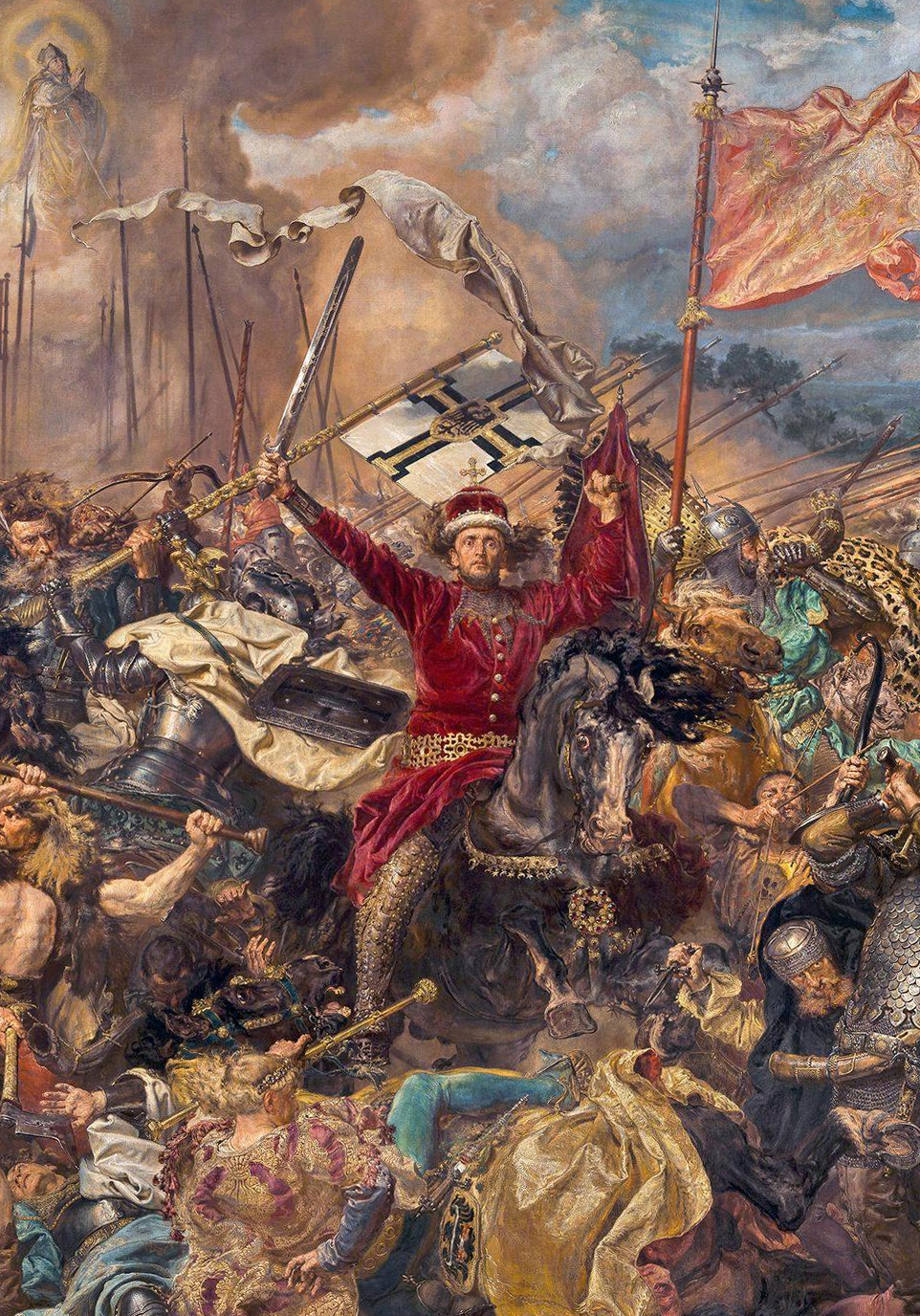
Vitold litván nagyfejedelem grünwaldi csatában Jan Matejko képén

Az első probléma, amellyel szembe kellett néznie II. Ulászló lengyel királynak, saját litvániai ellenzékének legyűrése volt. A litván nemesség attól tartott, hogy a lengyel–litván unió a gyakorlatban Litvánia bekebelezése lesz Lengyelországba, ezért fegyveresen ellenszegült. Az ellenzék vezetője Vitold litván nagyfejedelem volt, Jagelló unokatestvére, akit a Német Lovagrend támogatott Szamogitia területének átengedéséért cserébe.
Jagelló Vitold megnyerése érdekében kinevezte őt a helytartójává, cserébe Vitoldnak abba kellett hagynia az együttműködést a Lovagrenddel. Ettől fogva Vitold keletre igyekezett kiterjeszteni az államát, de elvesztette a háborút az orosz vidékeket uraló tatárok ellen. A lengyel nemesség örült ennek, mert nem akarta, hogy Vitold túlságosan megerősödjön.
Amint Jagelló helyreállította a rendet Litvániában, Hedvig hadjáratot szervezett Halicsi Oroszországba. Az Anjou Lajos uralkodásától fogva, Halicsi Oroszország magyar uralom alatt maradt, ami ellentétes volt a Nagy Kázmér és Károly Róbert közötti szerződésekkel. Hedvig hadjáratának eredményeképpen Lengyelország magához csatolta Halicsi Oroszországot. I. Péter moldvai fejedelem hűbéri esküt tett Jagellónak (Lviv, 1387 ősze), és katonai szövetséget kötött Jagelló Ulászlóval (1389).
A Lengyel Királyságból és a Litván Nagyfejedelemségből létrejött állam a legnagyobb lett az akkori Európában. Jagelló elkezdett tehát készülni a Német Lovagrend problémájának megoldására. A Lovagrend addigra nagy területeket hódított meg a Balti-tenger mellékén: Ó-Poroszországot, Kelet-Pomerániát és a litván Szamogitiát. A háború 1409-ben kezdődött el, elsőként a Lovagrend támadott meg és foglalt el néhány lengyel határ menti várost (többek között Bydgoszczot).
1410. július 15-én, Grunwald falu környékén, (Olsztyntól keletre) került sor a nagy csatára, amelyben részt vett a Lovagrend, Brandenburg és Luxemburgi Zsigmond magyar király hadserege az egyik oldalon, a lengyel, litván, orosz, tatár és moldvai seregek a másikon. A csata a lovagrendi hadseregek szétzúzásával és Ulrich von Jungingen nagymester halálával ért véget. A lengyel győzelem megállította a Lovagrend állama további terjeszkedését, ami Lengyelországot és Litvániát fenyegette. A küzdelem során Luxemburgi Zsigmond hadseregei elpusztították Újszandec környékét. A háború 1411-ben fejeződött be a toruni békével, amely kötelezte a Lovagrendet Kujávia és Szamogitia egy részének visszaadására, a hadifoglyok kiadására.
A győzelem jelentősége főként abban állt, hogy megnövekedett a Lengyelország és Litvánia presztízse Európában, a Lovagrend államának helyzete pedig véglegesen meggyengült. Luxemburgi Zsigmond megszakította kapcsolatát a Lovagrenddel és Lengyelországgal kötött szövetséget (1412). II. Jagelló Ulászló az egyezmény részeként mintegy 7,5 tonna ezüstpénzt kölcsönzött Zsigmond magyar királynak, cserébe zálogba kapott 13 várost a Szepességben. A pénz soha nem került vissza Lengyelországba, a városok pedig egészen 1769-ig lengyel igazgatás alatt maradtak.
Lengyelország és Litvánia erői egyesítése révén az addig legyőzhetetlen Lovagrend hadserege vereséget szenvedhetett. Ez ösztönzést jelentett a Lengyel–Litván Unió továbbfejlesztésére, egy új egyezmény megkötésére (Horodłói unió, 1413), ami létrehozta az önálló litván nagyfejedelem intézményét, akit a lengyel király nevezett ki litván és lengyel nemesek tanácsa alapján és tudomásukkal (az első nagyfejedelem Vitold lett). Ezenkívül a horodłói unió létrehozta a lengyel és litván nemesség közgyűléseit, a szejmeket (sejmy) meg a vajda (wojewoda) illetve a várispán (kasztelan) hivatalait Litvániában, valamint egyenlő szintre hozta a litván nemességet a lengyellel.
Jagelló Ulászló élete vége felé megjelent a trónöröklés problémája. A király úgy vélte, hogy az ő fiának van joga a lengyel koronához, de főurak úgy gondolták, hogy a Piast-dinasztia kihalása után újra életbe lépett a királyválasztás szabálya. Kétségbe vonták Ulászló apaságát is a legfiatalabb fiaira vonatkozóan (születésükkor a király mintegy 70 éves volt). A lengyel trón iránt Luxemburgi Zsigmond is nagyon érdeklődött: felvetette, hogy koronázzák Vitoldot litván királlyá. Ez ellentétet keltett Jagelló és testvére között, aminek nyomán Vitold megszakította a kapcsolatokat Lengyelországgal és lengyelellenes szövetséget kötött a Lovagrend államával; azonban 1430 októberében Vitold meghalt, Litvánia pedig Jagelló öröksége lett.
A király, a horodłói unió döntései ellenére, önhatalmúan választott litván nagyfejedelmet az öccse, Švitrigaila (Świdrygiełło) személyében. Ő azonban saját dinasztia létrehozására gondolva, szövetséget kötött a Lovagrenddel és a moldvai fejedelemmel, ezzel kiváltott egy rövid háborút Lengyelországgal. 1432-ben végül Jagelló megszerezte a nemesség támogatását fia megkoronázására, amire rögtön a király halála után kerülne sor. A nagyravágyó Švitrigaila problémája pedig úgy oldódott meg, hogy a litván nemesség megdöntötte a fejedelmet (valószínűleg a lengyelek rábeszélésére) és az utódjává Zsigmondot (Zygmunt Kiejstutowicz, azaz Kiejstut (Kęstutis) fia), Vitold öccsét választotta ki; Jagelló megkötötte vele az új uniót. A polgárháború Litvániában mégis tovább tartott még egy ideig, mert Švitrigaila tovább harcolt az orosz nyelvű nemesség, a Lovagrend és Havasalföld támogatásával. Véglegesen csak 1437-ben adta meg magát, már a Jagelló halála után.
II. Jagelló Ulászló 1434 júliusában halt meg. A lengyel uralkodók közül ő ült a trónon a leghosszabb ideig, több mint 48 évig. Uralkodása idején a lengyel nemesség sok privilégiumot kapott, cserébe fia trónöröklési jogának elismeréséért (a legfontosabb privilégium a nemesek személyi sérthetetlensége volt – tilos volt nemesembert letartóztatni bírósági ítélet nélkül).

## III. Ulászló

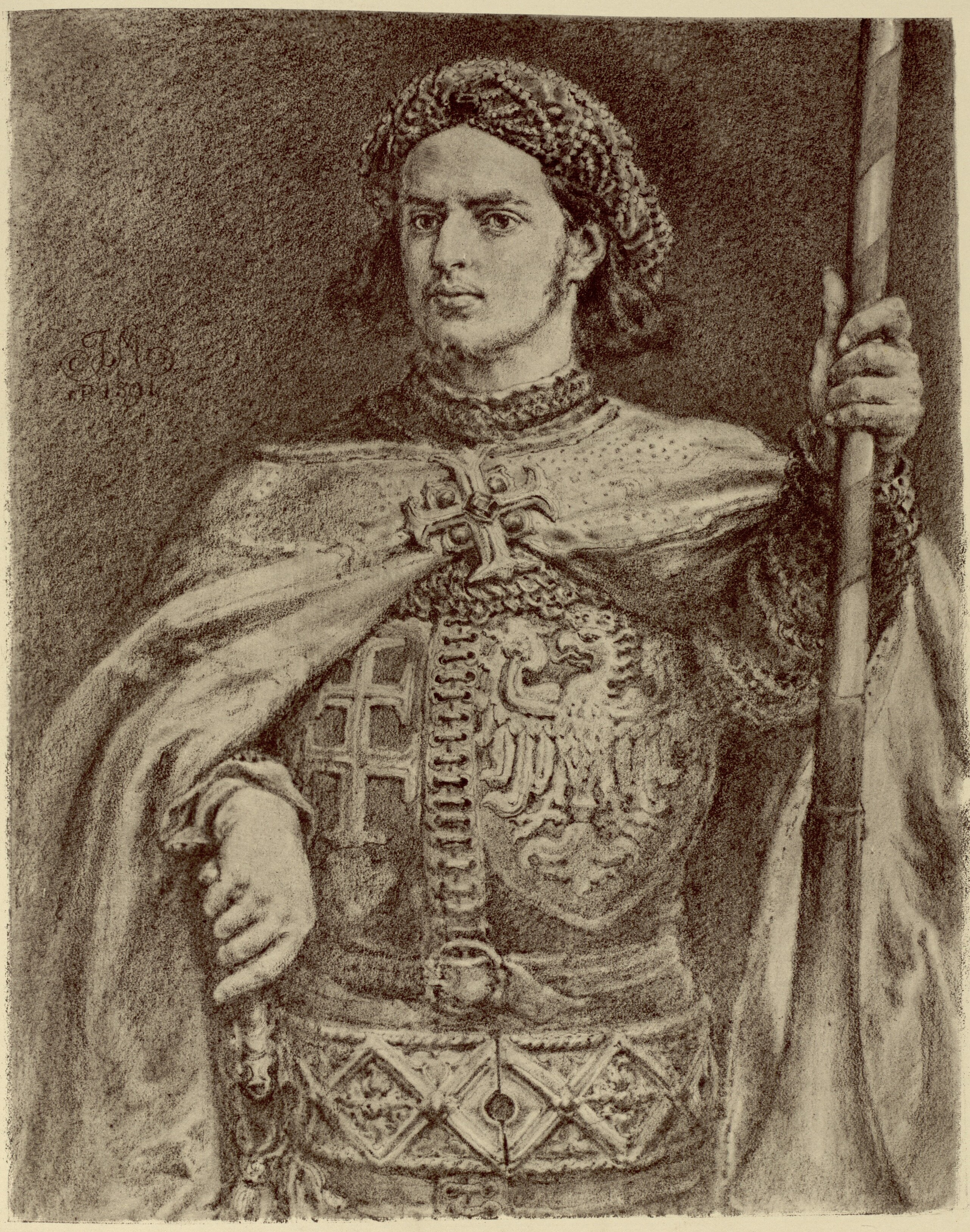
III. (Várnai) Ulászló Jan Matejko képén

Jagelló Ulászló utódja a legidősebb fia, szintén Ulászló lett, a lengyel trónon a III. Ulászló nevet viselte. Kései gyermek volt, 10 éves korában került trónra, a hatalmat a kormányzói tanács gyakorolta az ő nevében.
1437-ben meghalt Luxemburgi Zsigmond német-római császár, Csehország és Magyarország királya. A lengyel főurak érdeklődni kezdtek a magyar korona iránt. A két ország királya azonban Habsburg Albert osztrák herceg lett, mert III. Ulászló túl fiatal volt ahhoz, hogy szembeszálljon a délről fenyegető törökökkel. De Albert már 1439-ben meghalt. Ekkor a lengyelek hivatalosan bejelentették Ulászló jelöltségét a magyar trónra, amit a magyar nemesek nagy része támogatott. 1440 májusában Ulászló lett a magyar király, de Luxemburgi Erzsébet (Albert özvegye) hívei ezzel szembeszálltak. Az özvegy királyné megszülte a fiát, Utószülött Lászlót, akit Székesfehérvárott koronázták meg. Ulászló hívei törvénytelennek tartották a koronázást.
III. Jagelló Ulászlónak nem sikerült elfoglalnia Csehországot, amely két részre oszlott: katolikusra és huszitára. Ott elméletben Utószülött László volt király, de Podjebrád György egyesítette kormányzóként az országot és László korai halála után, 1458-ban őt koronázták Csehország királyává.
Ulászlót hívei I. Ulászló magyar király néven egy alkalmi koronával megkoronázták, ami polgárháborúhoz vezetett Magyarországon. A Jagelló-ellenes ellenzék élen egy huszita hadvezér állt, Jiskra János, aki támogatta Erzsébetet, Ulászlót viszont többek között Hunyadi János segítette. A polgárháború 1442 decemberéig tartott, de döntő eredményt nem hozott; a két fél kimerült és fegyverszünetet kötött.
1443-ban Ulászló hadjáratot kezdett a törökök ellen, amely az ő győzelmét hozta, és 10 éves fegyverszünetet kötöttek Szegeden. De a pápai legátus, Giuliano Cesarini rábeszélésére a király megszakította a fegyverszünetet és 1444-ben újabb, ezúttal rosszul előkészített hadjáratot indított, ami kezdeti sikerek után a vereséggel és Ulászló halálával végződő várnai csatához vezetett. A csata után a lengyelek „Várnai Ulászlónak” (Władysław Warneńczyk) nevezték el a királyt.

## IV. Jagelló Kázmér

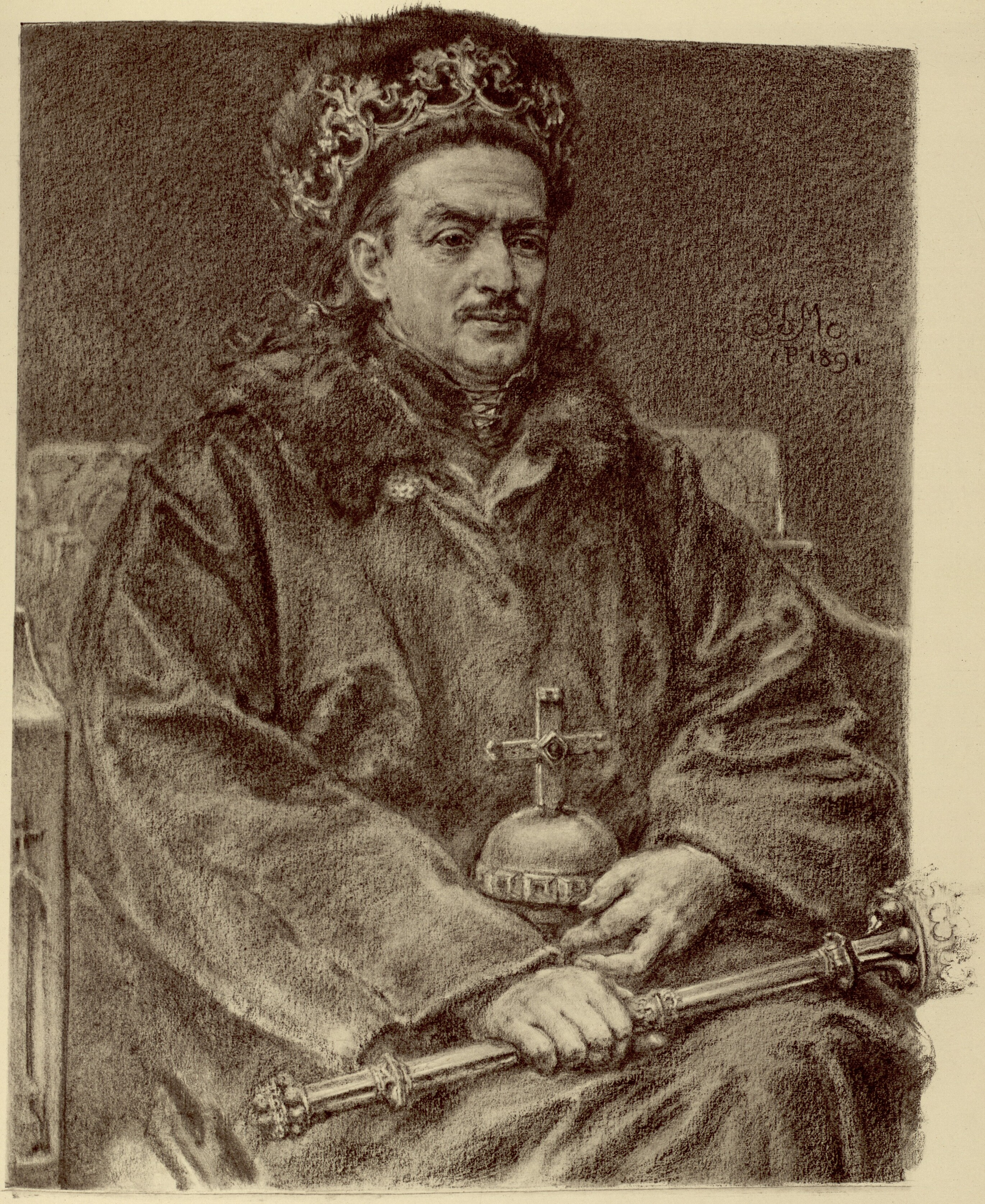
IV. Kázmér Jan Matejko képén

III. Ulászlónak nem voltak gyerekei, ezért utódja az öccse lett, Kázmér. Már 1440-től ő volt a litván nagyfejedelem, miután Zsigmondot (Zygmunt Kiejstutowicz) meggyilkolták. Kázmér megkoronázása sokáig húzódott a politikai viták miatt. Azért is halogatták ezt, mert sokak szerint Várnai Ulászló csodálatos módon megmenekült a vesztes csatából (soha nem találták meg a király testét).
1444–48 között Kázmér, még litván nagyfejedelemként, háborút folytatott Moszkvai Nagyfejedelemség ellen a Vjazma folyó mentén fekvő területekért. Ez a háború kapta meg a lengyel nemesség támogatását, ezért Kázmérnak békét kellett kötnie. Kázmér ettől kezdve a nyugati politika felé fordult, ami azt okozta, hogy Litvánia sok keleti területet elveszített, amelyeket Moszkvai Nagyfejedelemség és az Oszmán Birodalom hódított meg.
IV. Jagelló Kázmért 1447. június 25-én koronázták lengyel királlyá. Kázmérnak, mint litván nagyfejedelemnek a megkoronázása lengyel királlyá csak a perszonáluniót állította vissza, az 1386. évi állapotnak megfelelően. A két állam intézményei külön maradtak, a horodłói unióban foglalt megállapodások nem érvényesültek. Uralkodásának első évei nehéz politikai küzdelmek között teltek. A király megtagadta főuraktól kiváltságaikat. Legfőbb ellenfele Zbigniew Oleśnicki volt, a hatalmas krakkói érsek, aki a litván ellenzéket is és bujtogatta a király ellen. Oleśnicki befolyása korlátozásának érdekében IV. Kázmér erőfeszítést tett, hogy megszerezze főkegyúri jogot az Egyház fölött. Abban az időben (1447-49) Rómában két jelölt küzdött a pápai trónért, V. Miklós, az 1447-ben törvényesen megválasztott pápa, és V. Félix, 1440-től ellenpápa. IV. Kázmér Miklóst támogatta, Oleśnicki pedig Félixet. Így, amikor Félix véglegesen elvesztette a küzdelmet, Kázmér szerzett erősebb pozíciót, és lehetősége nyílt a lengyel püspökök kiválasztására. De az Oleśnickivel való politikai harc csak az érsek halálával (1455) szűnt meg végleg. Kázmér rákényszerült a nemesek kiváltságainak megerősítésére is 1453-ban, amikor szüksége volt a támogatásukra a Német Lovagrend elleni háborúban.
IV. Kázmérnak a lengyel királyok sorában utoljára sikerült eredményeket elérnie Szilézia visszaszerzésében: 1454-ben az utolsó oświęcimi herceg hűbéri esküt tett a királynak, majd el is adta neki a hercegséget.

### Tizenhárom éves háború

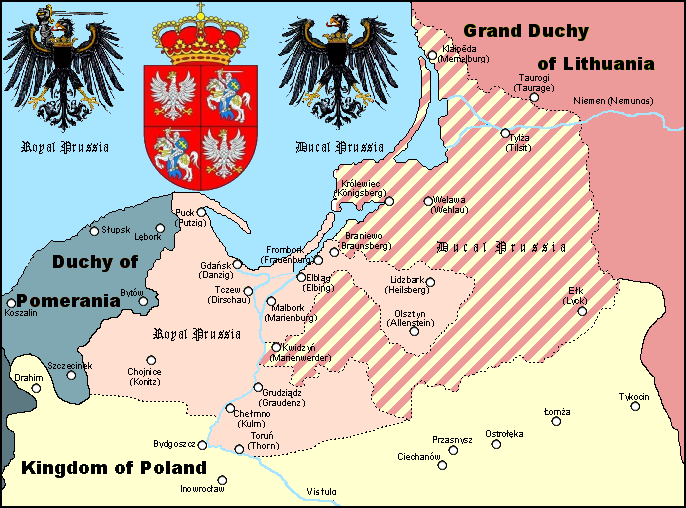
Poroszország a toruni béke után: világrózsa – Királyi Poroszország, sraffozott – Rendi Poroszország (majd – Porosz Hercegség)

A király egyik fő törekvése minden lengyel terület egyesítése volt, különösen Kelet-Pomeránia visszaszerzése a Német Lovagrendtől. A Lovagrend magas vámokat vetett ki a lengyel árukra és gátolta a lengyel kereskedelmet a pomerániai városokkal, ami további károkat okozott a Visztula mentén és Balti-tenger partjain fekvő városok közötti gazdasági kapcsolatokban. Jó alkalom kínálkozott e földek visszaszerzésére azért is, mert a grünwaldi vereség után a lovagrendi állam Lengyelországgal (1411, 1435) és Litvániával (1422) hátrányos békeszerződések kötésére kényszerült és válságba került. 1440-ben megalakult a Porosz Szövetség, az ó-poroszországi nemesek és polgárok lovagrend-ellenes szervezete, amely azzal a kéréssel fordult a lengyel királyhoz, hogy csatolja a területet Lengyelországhoz. 1454. március 6-án IV. Kázmér kiadta az oklevelet, miszerint Poroszországot a Lengyel Királysághoz csatolja, ami a tizenhárom éves háború kitöréséhez vezetett.
A harcok első szakaszában a pomerániai felkelők kiszorították a lovagrendi hadsereget minden porosz városból, Malborkon meg néhány kis erődítményen kívül. A lengyel nemesség azonban nem támogatta eléggé az uralkodót a háborúban. A királyi hadsereg nem boldogult, a nemességnek pedig nem volt kedve harcolni. Ráadásul a Lovagrend erősítést kapott, újabb lovagok érkeztek a német területekről. A lengyel nemesség csak akkor volt hajlandó harcolni, ha a király megerősíti régi kiváltságaikat és újabbakat is biztosít számukra. Kázmérnak többek között meg kellett ígérnie, hogy nem hajt végre sorozásokat a hadseregbe, nem vet ki új adókat, és fontos döntéseihez megszerzi a vajdasági (tartományi) nemesi gyűlések (sejmik ziemski) támogatását.
1454. szeptember 18-án a lengyel hadsereg vereséget szenvedett a konitzi (Chojnice) csatában és a Lovagrend visszaszerezte elvesztett területeinek többségét. A lengyelek legnagyobb problémája a pénz hiánya volt – a sorozott hadsereg teljesen alkalmatlan volt a modern erődök elfoglalására, zsoldosokat kellett fogadniuk. Végül a király és a gazdag porosz városok (Gdańsk, Elbląg, Toruń) óriási pénzügyi erőfeszítésük révén zsoldoshadsereget szerveztek, amelynek vezére Piotr Dunin lett. A Lovagrendnek viszont bőven volt pénze, ráadásul III. Frigyes német-római császár és III. Kallixtusz pápa is támogatták (a pápa átkot mondott Kázmérra és a Porosz Szövetségre).
De 1456 után még a Lovagrend is pénzügyi bajokba került. 1457-ben a lengyelek megszerezték Malborkot, mert a Lovagrend elmaradt a vár legénységét megillető zsold kifizetésével. Így, amikor a lengyelek kifizették a legénységet, azok átadták a várat. A háború végső eredményéről a schwetzi csata (Świecino – falu Kasúbiában) döntött 1462-ben, amelyet a lengyel zsoldoshadsereg nyert meg Dunin parancsnoksága alatt. 1463-ban a Gdańsk és Elbląg magánflottája (ún. flota kaperska) vereséget mért a lovagrendi hadiflottára a Visztula-öbölben (Zalew Wiślany), 1466-ban megadta magát a konitzi (Chojnice) erőd, a lovagi ellenállás utolsó fészke és a Lovagrend békét kért.
1466. október 19-én aláírták a toruni békét. Lengyelország megkapta Kelet-Pomerániát (Gdański Pomerániának is nevezték), Malborkot, Elblągot, Chełmno vidékét (Ziemia Chełmińska – terület a Visztula-kanyarban, Bydgoszcztól keletre, ahová 1247-ben Mazóviai Konrád fejedelem behívta a Lovagrendet) és Warmiát (németül Ermland) Olsztyn központtal. Ezt a területet „Királyi Poroszországnak” (Prusy Królewskie) nevezték el; Poroszország többi része – Rendi Poroszország (Prusy Zakonne) néven – megmaradt a Lovagrend birtokában mint Lengyelország hűbéri földje. 158 év után Lengyelország visszaszerezte a nyílt tengeri kijáratot és a fennhatóságot a Visztula egész folyása mentén.

### Háború Hunyadi Mátyás ellen
Az 1460-as évek elején a lengyel diplomácia hozzáfogott a cseh korona IV. Kázmér fia, Jagelló Ulászló számára való megszerzéséhez. Ebben az időben Csehországban a katolikusok és husziták vetélkedtek a hatalomért. A lengyelek a harcoló felek összebékítésével próbálkoztak és a cseh koronával kapcsolatos terveikhez akarták megszerezni a támogatásukat. A cseh katolikusok viszont segítséget kértek Hunyadi Mátyás királytól, aki 1468 áprilisában a védelmezőjükként lépett fel. Mátyás elfoglalta Morvaországot, Sziléziát és Lausitzot, azután a cseh katolikusok királyukká fogadták (1469. május). A huszitákat támogató cseh király, Podjebrád György, lengyel nyomásra 1469-ben Jagelló Ulászlót jelölte trónörököséül. A cseh nemesség beleegyezett és Podjebrád György halála után, 1471. augusztus 21-én Ulászlót cseh királlyá koronázták. Az összeütközés elkerülhetetlenné vált Hunyadi Mátyással.
A IV. Kázmér és Hunyadi Mátyás közötti ellentét másik oka az volt, hogy a lengyel király második fiát, Kázmér királyfit (a későbbi szent) kívánta a magyar trónra kívánta ültetni. A lengyel diplomácia, Vitéz János Magyarország prímása támogatásával, a magyar nemességet Hunyadi Mátyás megdöntésére és Kázmér királyfi támogatására buzdította. 1471 szeptemberében 16 magyar főúr felajánlotta Kázmérnak a koronát – ebben a helyzetben tört ki, október 2-án, a magyar–lengyel háború. De a királyfi hadjárata annyira népszerűtlen volt a lengyel nemesség körében, hogy „lengyel” hadserege főként a német zsoldosokból állt. (Kázmér 12 ezer fős zsoldossereget vonultatott fel, mely komolyabb ütközet nélkül hagyta el az országot.) A hadjárat kudarccal végzett, mert csak Nyitráig jutott el (Kassán és Egeren keresztül). Kázmér már 1472 januárjában visszatért Lengyelországba. 1474 februárjában Szepesófalván kötötték meg a békét.
A magyarországi politika kudarca is arra késztette IV. Kázmért, hogy támogassa a fiát – Jagelló Ulászló cseh királyt – a háborúban, amelyet Hunyadi Mátyás ellen vívott Szilézia, Morvaország és Lausitz visszaszerzéséért. 1474. júniusában a lengyel hadsereg elindult Sziléziába, de Boroszlónál kudarcot vallott, és a két fél december 8-án fegyverszünetet kötött.

### Kapcsolatok Törökországgal és a Krími Kánsággal
1475-ben Törökország elfoglalta Kaffát, egy genovai kereskedőtelepet a Krím félszigeten. 1484-ben a törökök meghódították Kiliát és Dnyeszterfehérvárt a Lengyelországgal szomszédos Moldvában, amivel elvágták Lengyelországot a fekete-tengeri kereskedelemtől. Nagy István moldvai fejedelem Jagelló Kázmértól a fegyveres segítséget kért. Cserébe 1485 szeptemberében hűbéresküt tett Kázmérnak, ami a 18 évig tartó török–lengyel háborúhoz vezetett. Kázmér azonban halogatta a támogatást Moldvának, inkább a Krími Tatár Kánságnak szentelt több figyelmet, ezért a moldvai fejedelem már egy évvel később elismerte a török fennhatóságot.
A Kijevi Ruszra és Podóliára évente rátörtek krími tatár seregek, megsarcolva a városokat és foglyul ejtve emberek ezreit. 1482-ben a tatárok feldúlták Kijevet. A Krími Kánság egyre inkább török befolyás alá került, mert a másik oldalon tartania kellett az erősödő Moszkvai Nagyfejedelemségtől és Lengyelországtól.

### Harc Magyarországért a Jagelló-ház és a Habsburgok között
1490-ben meghalt Hunyadi Mátyás király. A trónját mind a Jagelló-ház, mind a Habsburgok meg akarták megszerezni. Kázmér törekvései révén, 1490 júliusában a harmadik fiát, János Albertet (Jan Olbracht) a magyar nemesség egy része királlyá választotta. Időközben bátyja, Jagelló Ulászló cseh király, megszerezte két befolyásos magyar főúr, Szapolyai Jánostól és Báthory István erdélyi vajdától támogatását, ami összeütközéssel fenyegetett a két testvér között. 1491 februárjában János Albert és Ulászló megkötötték a kassai szerződést, amely érdekében János lemondott a Szent István koronájára vonatkozó követelésekről annak fejében, hogy a bátyja elismeri őt a Szilézia legfelsőbb hercegének (1338-tól, a III. Kázmér lengyel király és Luxemburgi János cseh király között megkötött szerződés érdekében Szilézia cseh fennhatóság alatt maradt). De Ulászló megbetegedett és János ezt kihasználva felújította a háborút, megszegve a kassai szerződést. János így nem vette át uralmat Sziléziában, elvesztegetve az esélyt, hogy Lengyelország visszaszerezze e tartományt. Az összeütközés azzal ért véget, hogy IV. Kázmér (1492) meghalt, mert akkor János átvette a lengyel trónt.
Ami pedig Ulászlót illeti, ő lett magyar a király, de szerződés kötésére kényszerült a Habsburgokkal Pozsonyban (1491. november), amelynek értelmében halála után ők vennék át a magyar trónt.

## I. János Albert

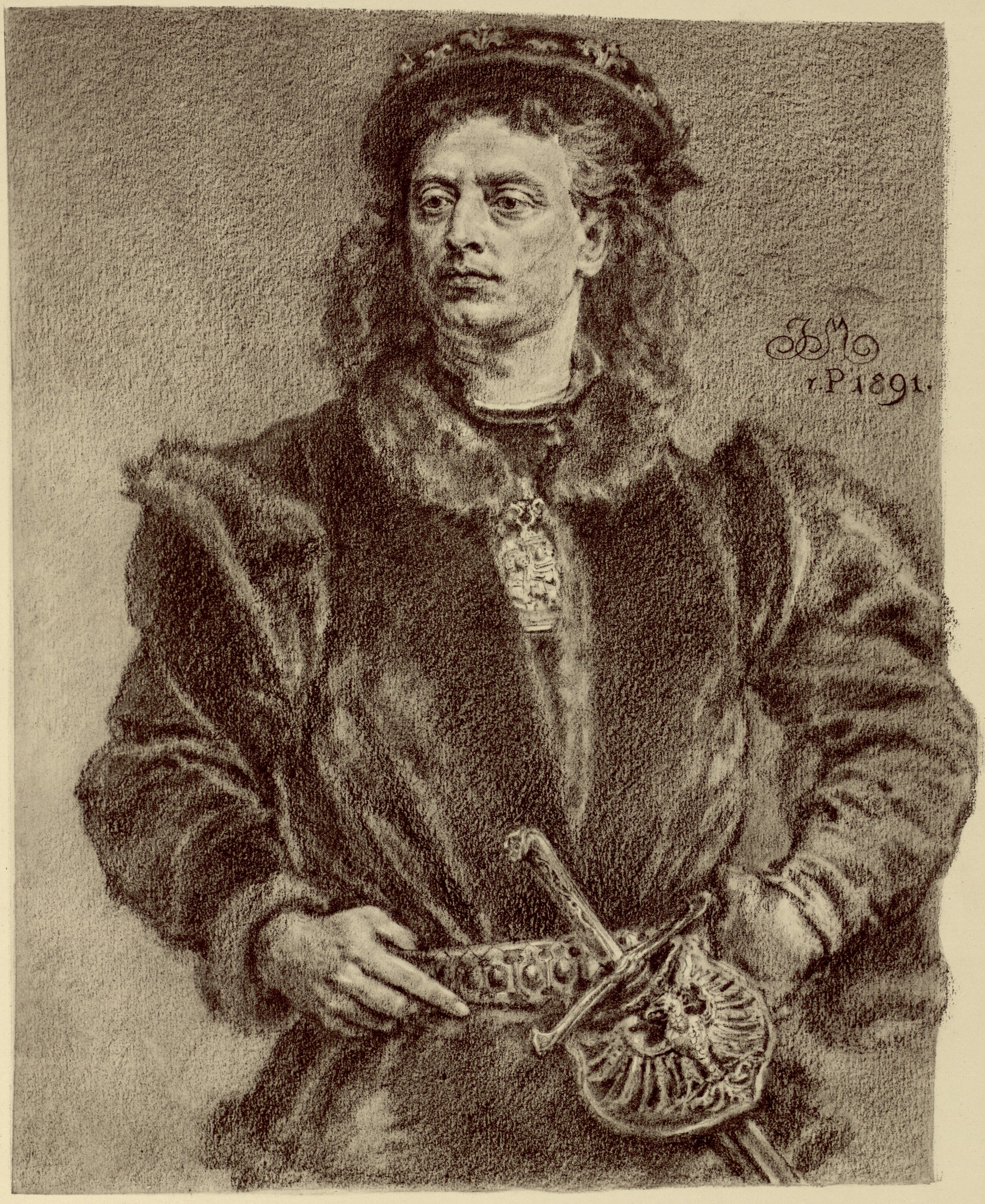
János Albert Jan Matejko képén

IV. Jagelló Kázmér 1492. június 7-én Hrodnában bekövetkezett halála után a lengyel trónt harmadik fia, a szeptember 23-án megkoronázott I. János Albert (Jan I Olbracht) foglalta el. A litván nagyfejedelem azonban nem ő lett, hanem az öccse, Sándor. Ez formailag a lengyel-litván perszonálunió végét jelentette, de a két állam szoros szövetségben maradt.

### A lengyel parlament kezdetei
Az első Jagellók korában a király által létrehozott Királyi Tanács egyre nagyobb szerepet játszott az állam igazgatásában. A 15. század közepétől pedig a nemesség országos és vajdasági gyűlései átvették a hatalom jelentős részét. János Albert uralkodása idején a Király Tanács Szenátussá (Senat) alakult át, a vajdasági gyűlések (sejmik) képviselőiből álló országos gyűlés pedig Képviselőházzá (Izba Poselska) lett. A Szenátus és Képviselőház alkották a szejmet (lengyelül sejm). Egészen Lengyelország 1795-ös felosztásáig a szejm név nem parlamentet vagy annak egyik házát jelentette (ahogy 1918-tól fogva ez az alsóház neve), hanem a lengyel nemességnek a parlament szerepét játszó országos gyűlését. Ezeket 1569 előtt különböző városokba hívták össze. A „radomi szejm” (sejm radomski) elnevezés így például „a Radomba összehívott nemesség országgyűlését” jelenti, nem pedig „Radom város szejmjét”.
A 15. századtól Lengyelország nemességi parlamentáris monarchiává vált. Ezt az államformát az utókor időnként nemesi köztársaságnak is nevezi. Az 1493. évi szejmet tartják a kétkamarás lengyel parlament első ülésének. Ettől fogva a nemesség, főként főurak és gazdagabb nemesek, vált az uralkodó osztállyá – a saját kezében összpontosította a földet, kiváltságokat és hivatalokat.
János Albert király a trónra lépése után megerősítette a nemesség minden addigi kiváltságát és cserébe megszerezte az egyetértést a magas adókra, amelyeket az állam védelmére szánt. A nemesi kiváltságok keretében a király például felmentette a nemességet a vám fizetésének kötelezettsége alól és megtiltotta a nem-nemes polgároknak, hogy földbirtokokat vásároljanak és állami hivatalokat töltsenek be.

### A Törökország elleni háború
I. János Albert király nagy hadjáratot tervezett Moldvába, hogy visszaszerezze a törököktől a két fekete-tengeri kikötőt (Kilia és Dnyeszterfehérvár), visszaállítsa a lengyel fennhatóságot Moldva fölött, megbosszulja a várnai vereséget és lehetőség szerint a moldvai trónra ültesse az öccsét, Zsigmondot. 1497-ben a lengyel seregek elindultak délkeletre. III. István moldvai fejedelem azonban bár 1487-től lengyel hűbéres volt, Törökország mellé állt. A hadjárat kudarcot vallott, többek között a János Albert és bátyja, Ulászló magyar király, közötti vita miatt.
A sikertelen hadjárat nyomán több szövetség is alakult Lengyelország és Litvánia ellen. 1498 tavaszán a tatárok megrohanták Litvánia délkeleti területeit III. Iván moszkvai nagyfejedelem pedig megpróbálta meghódítani Kijevet és Szmolenszkot. I. Miksa német-római császár átvette Szilézia egy részét és követelte a Királyi Poroszország visszaadását a Német Lovagrendnek. A lovagrend nagymestere megtagadta a lengyel királytól a hűbéri esküt. 1501 tavaszán ezért János király elrendelte a lengyel hadsereg összevonását Toruńban, ahova ő maga is elment, hogy vezesse a hadjáratot a Rendi Poroszország ellen, de hamarosan meghalt (június 17.) és a hadjárat nem vezetett eredményre.

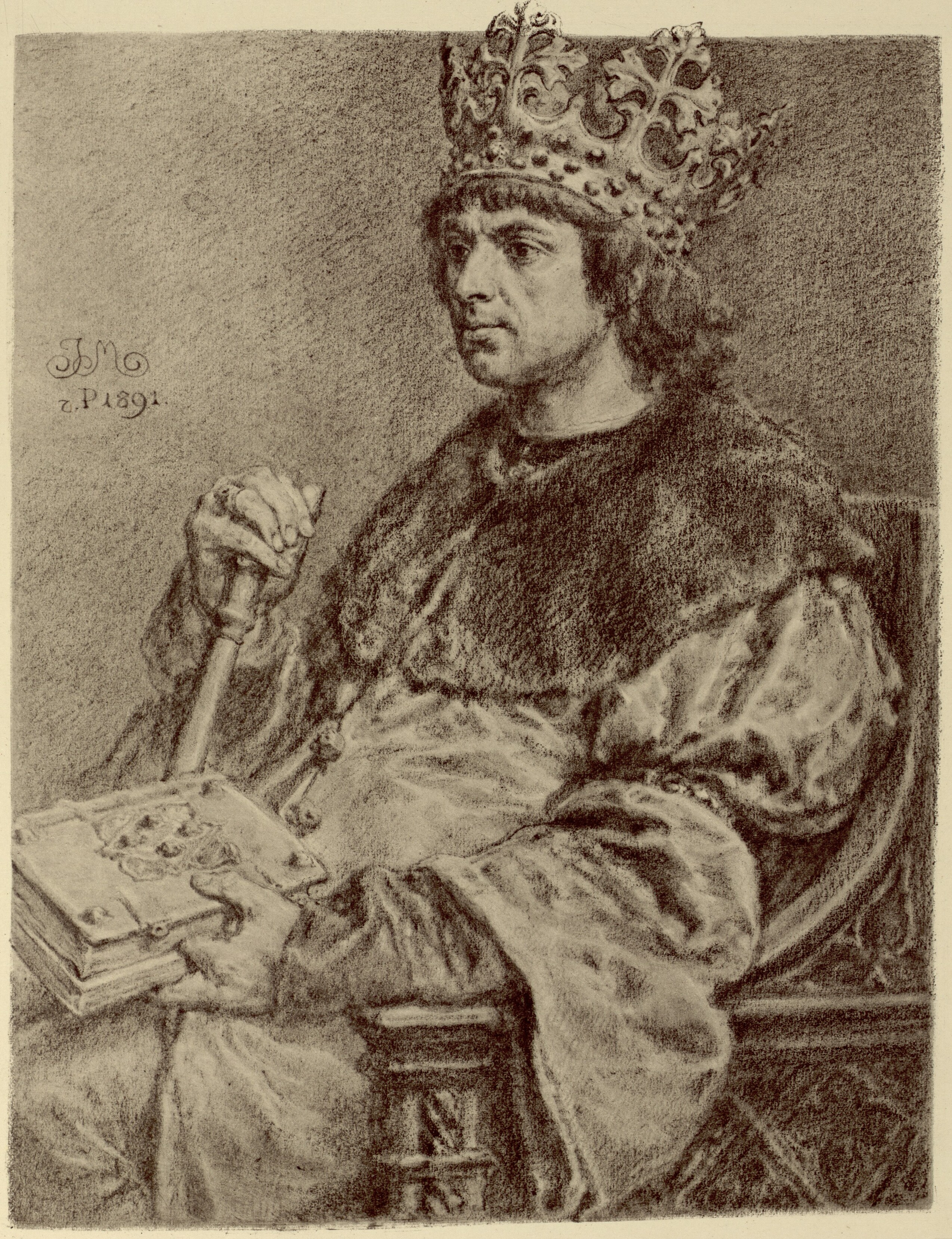
Jagelló Sándor Jan Matejko képén

## Jagelló Sándor
Sándor (Aleksander Jagiellończyk), IV. Kázmér negyedik fia 1492-től volt litván nagyfejedelem. 1492–94 között háborút folytatott a Moszkvai Nagyfejedelemség ellen, ennek következtében elvesztette Vjazmát. 1500-ban az orosz hadsereg elfoglalta a Dnyeper jobb partján fekvő területek egy részét és Szmolenszkot fenyegette. 1501 márciusában Sándor oroszellenes szövetséget kötött a Német Lovagrend livóniai ágával (a Kardtestvérek rendje utódjai). János Albert halála után lengyel királlyá koronázták (1501. december 12.).
1503 márciusában 6 éves fegyverszünetet kötöttek Moszkvával, eszerint a Litván Nagyfejedelemség addigi területének 1/3-a orosz uralom alá került.
1505-ben a radomi szejm elfogadta a Nihil novi (latinul „semmi új”) elnevezésű alkotmányt, amellyel elérték, hogy a király csak a szejm hozzájárulásával hozhasson döntéseket. A gyakorlatban ez azt jelentette, hogy király szinte semmiről nem dönthetett a Képviselőház és Szenátus egyetértése nélkül.
Sándor 1506. augusztus 19-én halt meg Vilnában.

## I. Öreg Zsigmond

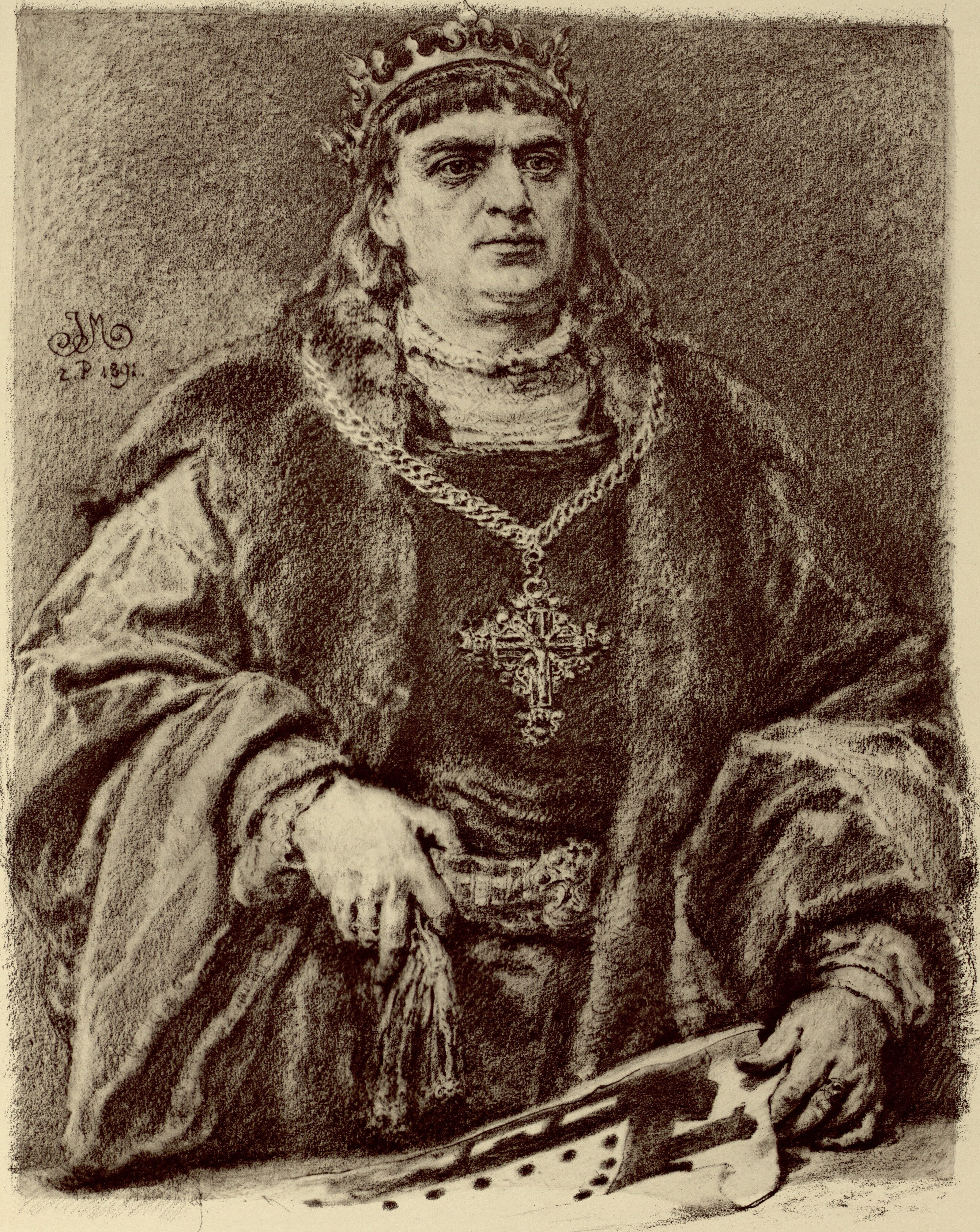
Öreg Zsigmond Jan Matejko képén

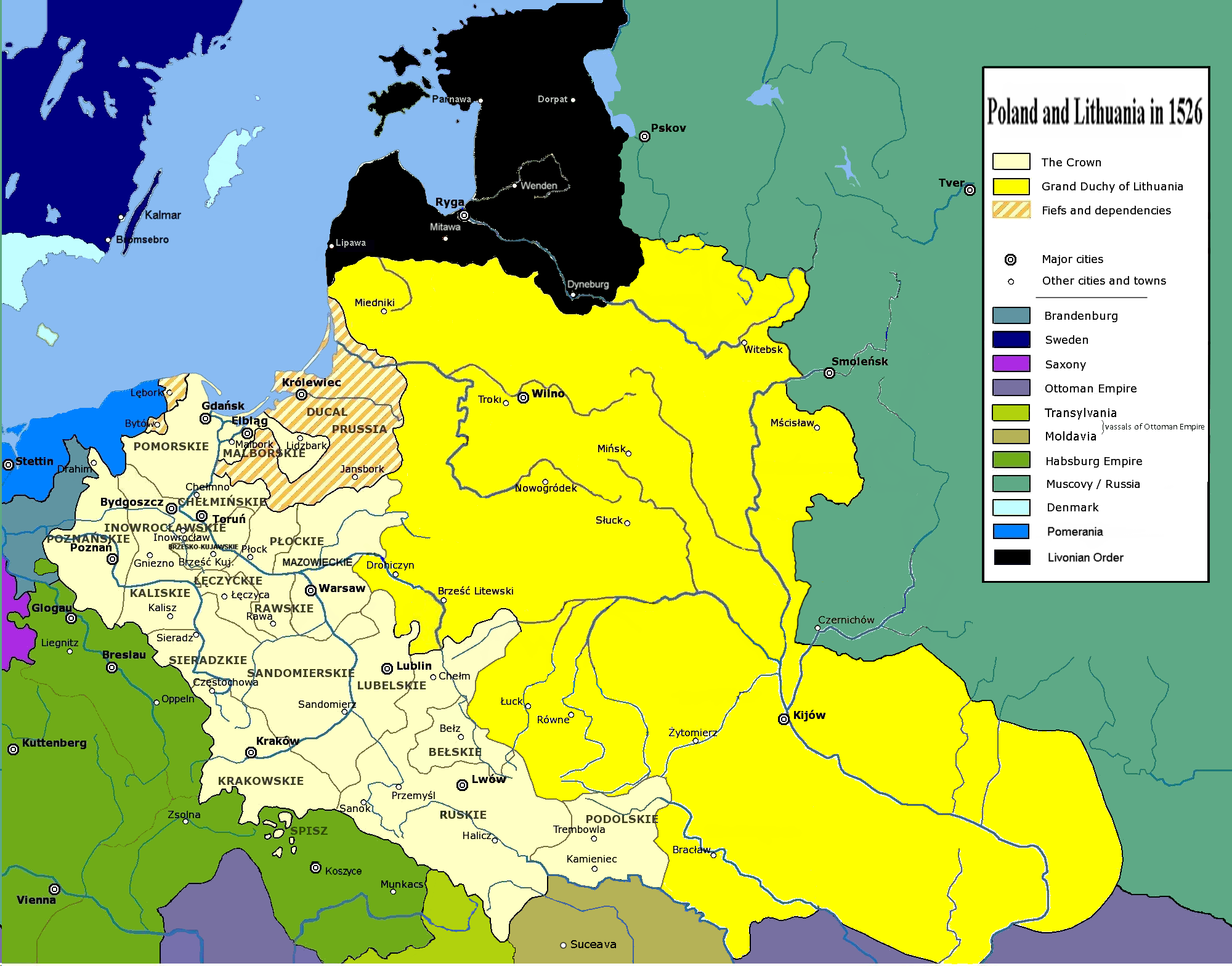
Lengyelország és Litvánia 1526-ban

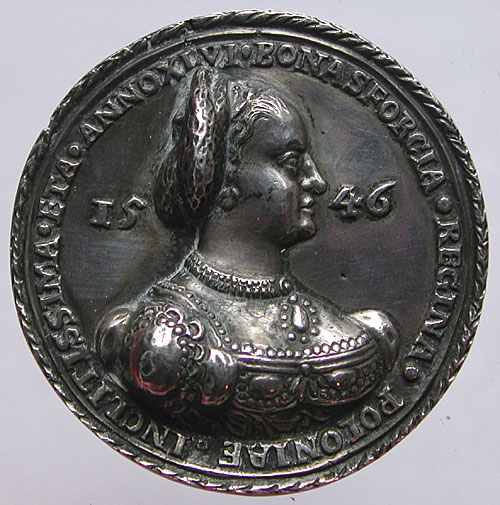
Sforza Bona

Jagelló Sándor halála után IV. Kázmér ötödik fia, Zsigmond lett a király, akit a későbbiekben „Öreg Zsigmondnak” (Zygmunt I Stary) neveztek el. 1506. december 8-án koronázták meg, még előtte, október 20-án lett litván nagyfejedelem. Zsigmond nem szerette a parlamentáris rendet és a nemesség politikai függetlenségét, de azért évente összehívott szejmeket és rendszerint meg is szerezte a védelmi célokra szükséges adókat. Zsigmond megfontoltsága és nyugodt természete nagy tiszteletet szerzett számára az országban és külföldön. Uralkodásának korát lengyel aranykornak is nevezik.
Zsigmond első felesége, Szapolyai Borbála 1515-ben meghalt. Második felesége, Sforza Bona jelentős személyiség, tehetséges politikus volt. 1527-ben balesetet szenvedett, emiatt nem születhetett több gyermeke az addigi egy fiún és négy lányon kívül. Ezután sikeresen rábeszélte a nemeseket arra, hogy egyetlen fiát, Zsigmond Ágost, még apja életében megkoronázzák (úgynevezett vivente rege királyválasztás). 1530-ban meg is koronázták a 10 éves királyfit, ami az egyetlen ilyen esemény maradt Lengyelország történetében.
A négy lány közül a legidősebb, Katalin (Katarzyna Jagiellonka), Svédország jövendő királya, III. János felesége lett; a második, Anna (Anna Jagiellonka), később Báthory István király felesége és lengyel királyné lett; a negyedik, Izabella (Izabela Jagiellonka) Szapolyai János király felesége és János Zsigmond király édesanyja volt.
1544-ben Zsigmond Ágost átvette az önálló uralmat Litvániában és emiatt átköltözött oda. Akkoriban a királyné hatalma jelentősen meggyengült és a fiával is súlyos nézeteltérései támadtak, annyira, hogy amikor Zsigmond Ágost trónutódként visszatért Krakkóba Öreg Zsigmond halála után, az özvegy királyné átköltözött lányaival Mazóviába. 8 évig tartózkodtak ott; amikor Bona megértette, hogy a megegyezés Zsigmond Ágosttal már nem lesz lehetséges, eldöntötte, hogy visszautazik Itáliába, Bariba (1556). Előbb azonban a nemesség követelésére le kellett mondania minden lengyelországi földbirtokáról. 1557-ben Bariban megmérgezték a Habsburgok kezdeményezésére, akik hasznát vehettek a végrendelete meghamisításának.
Bona révén sok korábban nem ismert zöldség került be lengyel háztartásokba (paradicsom, karfiol, bab, káposzta, sárgarépa, saláta), amelyeket a királyné szülőhazája nevéről lengyelül azóta is „olaszságoknak” (włoszczyzna) neveznek. Az olasz származású királyné ugyancsak divatossá tette Lengyelországban olasz makarónit, fűszereket meg a bort, ami fokozatosan előtérbe került a mézborral szemben.

### Mazóvia Lengyelországhoz csatolása
I. Ulászló lengyel király király 1320-ban egyesítette Lengyelország nagy részét, Mazóvia azonban Lengyelország több részből álló hűbéres tartománya maradt. A lengyel királyok Mazóvia részeit fokozatosan kebelezték be Lengyelországba az utolsó uralkodóik halála után, például 1495-ben így történt a płocki fejedelemséggel az utolsó fejedelme, II. János halála után.
Öreg Zsigmond uralkodása elején már csak Mazóvia keleti része, Varsó fővárossal, nem tartozott Lengyel Királysághoz. 1524-ben meghalt Szaniszló (Stanisław) fejedelem és 1526-ban – az öccse, III. Janusz. Ők a Piastok utolsó sarjai voltak Mazoviában – az ősük Mazóviai Konrád fejedelem volt. Többeknek gyanús volt, hogy Bona királyné mergézte meg, de erre egyértelmű bizonyíték nem volt. 1529-ben a tartomány mazóviai vajdaságként lett a lengyel állam része.

### Háborúk a Moszkvai Nagyfejedelemség ellen
Mivel Litvánia határos volt a Moszkvai Nagyfejedelemséggel, mindenfelé területi összeütközés, amely kitört Litvánia és Moszkva között, most már Lengyelországot is érintette. Az első háború Öreg Zsigmond és Moszkva között 1507 februárjában kezdődött meg, amikor az oroszok elutasították a litván ultimátumot, amely azt követelte, hogy Moszkva adja vissza az 1494 után megszerzett litván területeket. A Moszkvai Nagyfejedelemséget a krími tatárok – Litvánia szövetségesei – szintén megtámadták. 1508-ban a moszkvai hadsereg ostromolta többek között Minszket és Słuckot. Októberben a felek békét kötöttek, aminek értelmében Oroszország lemondott Dnyeper mentén fekvő területekről, de megtartotta minden további zsákmányát, amelyet 1494–1503 között szerzett meg.
A második háború 1512 novemberében tört ki, amikor a lengyelek sugalmazására a tatárok betörtek a Moszkvai Nagyfejedelemségbe. Harcok főként Szmolenszkért folytak. 1514 februárjában az oroszok szövetséget kötöttek I. Miksa császárral. Júliusban Szmolenszk megadta magát az oroszoknak, ami a vajdaság népessége deportálását eredményezte Oroszország belsejébe. Szeptemberben a lengyelek győztek az orsai csatában, amelynek célja volt a közeledés Szmolenszkhez. A várost nem sikerült visszaszerezniük, de a csata olyan benyomást tett Miksa császárra, hogy megszakította a szövetséget Oroszországgal és közelített a Jagellók államaihoz, amit a bécsi kongresszuson, 1515-ben kötött szerződéssel erősített meg.
1515-ben az oroszok elterelő hadmozdulatokat hajtottak végre, ennek következtében többek között elpusztították Varsó egy részét. 1517 márciusában szerződést kötöttek a Lovagrend államával a lengyel–litván állam ellen. III. Vaszilij moszkvai nagyfejedelem kötelezte magát, hogy saját pártfogásába veszi a Lovagrendet.
1522 szeptemberében a szembenálló felek aláírták Moszkvában az ötéves fegyverszünetet, ami fejében Litvánia elvesztette a szmolenszki vajdaságot.
A hármadik háború akkor tört ki, amikor III. Vaszilij fejedelem halála után (1533) a moszkvai trónt a hároméves IV. Iván vette át. Litvánia kihasználva a cár kiskorúságát, támadott, de a litván hadjárat csak 1534 májusában indult el, amikor a helyzet Moszkvában már a cár hívei ellenőrzése alatt volt. Moszkva ellentámadása egészen Vilnáig jutott el. 1534-ben Lengyelországból kiindult a litván kincsből pénzelt zsoldoshadsereg, de sikerei ellenére hazatért, amikor elfogyott a pénz. 1536-ban Moszkva elfoglalt minden várost, amit előzőleg a lengyelek szereztek meg. 1537-ben a felek aláírták a békeszerződést.

### Kapcsolatok a Német-római császársággal
A toruni béke (1466) döntéseit a császárság nem helyeselte, ami segített a Lovagrend nagymestereinek függetleníteni magukat Lengyelországtól. Öreg Zsigmond király félt a szövetségtől a Császárság által támogatott Lovagrend új nagymestere, Albert (Albrecht) Hohenzollern, és Moszkva között. Ezért a király kényszerből szerződést kötött a Habsburgokkal. A bécsi kongresszuson (1515) Miksa császár visszavonta támogatást Moszkvától és elismerte a lengyel hűbéri jogokat a Rendi Poroszországra vonatkozóan. A szerződés értelmében, ha a Jagelló-ház cseh–magyar vonala kihalna, trónjukat a Habsburg-család veszi át. A szerződés váratlanul gyorsan lépett életbe – majd 11 évvel később, a mohácsi csatában meghalt Jagelló Lajos cseh és magyar király.

### Háború a Lovagrend ellen és a poroszok behódolása

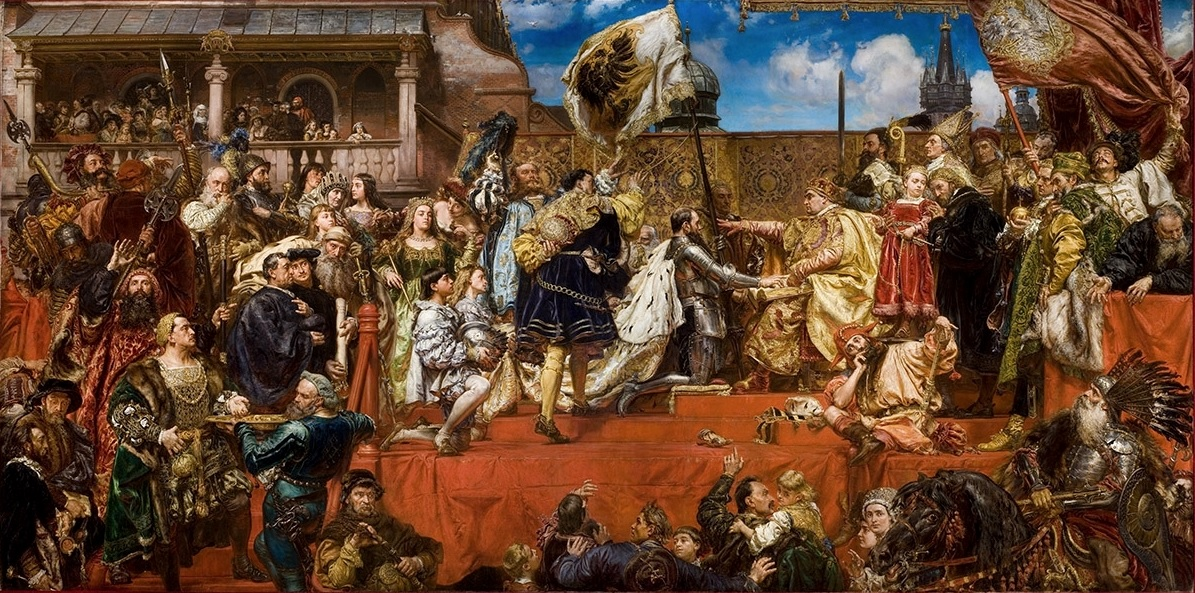
A poroszok behódolása

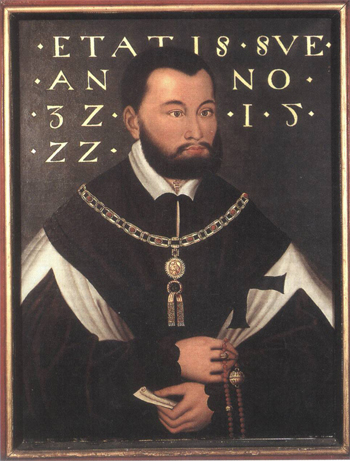
Albert Hohenzollern

A császár által elhagyott Német Lovagrend szerződést kötött Moszkvával (1517 – lásd feljebb). Albert Hohenzollern követelte a Királyi Poroszország és Warmia visszaadását, meg a kártalanítást az ötvenéves lengyel megszállásért. 1519 decemberében a toruni szejm elhatározta a háború megkezdését a Lovagrend ellen. A lengyel hadsereg Gdański Pomeránián keresztül indult el Königsberg (Królewiec) felé. 1520 áprilisában délről a mazóviai hadsereg, nyugatról viszont – Gdańsk hadserege (Klaipėda ostroma) támadta meg a Lovagrend államát. Júliusban a lovagrend hadserege ellentámadást indított Mazóviára, Warmiára és Nagy-Lengyelországra.
Novemberben elkezdődött Gdańsk ágyúzása, de Albertnek elfogyott a pénze a zsoldosok (Landsknechte) számára. A katonák visszavonultak Kasúbiába, ahol zargatták az ottani népességet. Zsigmondnak is elfogyott a pénze, amit a Lovagrend használt fel, 1521 januárjában Mazóviát (Płock környékét) támadva. A rendi hadsereg szintén Olsztynhoz közeledett, de az erőd megvédte magát a Mikołaj Kopernik tervei révén.
A Magyarország ellen tervezett új török támadás miatt, az új német császár, V. Károly a hadműveletek azonnali abbahagyására szólította fel a feleket. 1521. április 5-én aláírták a négyéves fegyverszünetet és 1525. április 8-án – krakkói szerződést, amelynek értelmében az egész lovagrendi vagyon és hivatalok átkerültek az egyházi hatalom alól a világi alá, Albert viszont feloszlatta a rendet és lutheranizmusra tért át. A Rendi Poroszország lett a Lengyel Királyság öröklött hűbéri földje (Porosz Hercegség, lengyelül Prusy Książęce – Hercegi Poroszország) név alatt és maradt Hohenzollern-ház kezében. Április 10-én Albert letette a hűségesküt Öreg Zsigmondnak a krakkói főtéren (ezt a lengyel történelemben „porosz hódolatnak” – hołd pruski – hívják).

### Háborúk Moldva ellen
Öreg Zsigmond három háborút viselt Moldva ellen:
- 1509–1510: 1502-ben Jagelló Sándor meghódította Pokuttyát (Pokucie) – a Bukovinától északkeletre fekvő országot. 1509-ben III. Bogdán moldvai fejedelem lerohanta ezt az országot és megostromolta Kamjanec-Pogyilszkijt meg Lvivot. Egy évvel később aláírták a békét.
- 1530-1531: 1530-ban Petru Rareş (Piotr Raresz), a török szultán engedelmével, egyetértve III. Vaszilij moszkvai nagyfejedelemmel belépett Pokuttyába. 1531-ben a lengyelek legyőzték a moldvaiakat (obertini csata), de nem volt szabad belépniük a török hűbéres területére. 1533-ban Lengyelország aláírta Isztambulban a mindkét uralkodó élete végéig érvényes békét, amellyel a lengyelek lemondtak Moldvára és Havasalföldre vonatkozó követelésekről.
- 1535–1538: A háború következtében Lengyelország visszaszerezte Pokuttyát, de a moldvaiak elűzték Petru Rareşt és Moldvában növekedett a török befolyás.

## II. Zsigmond Ágost

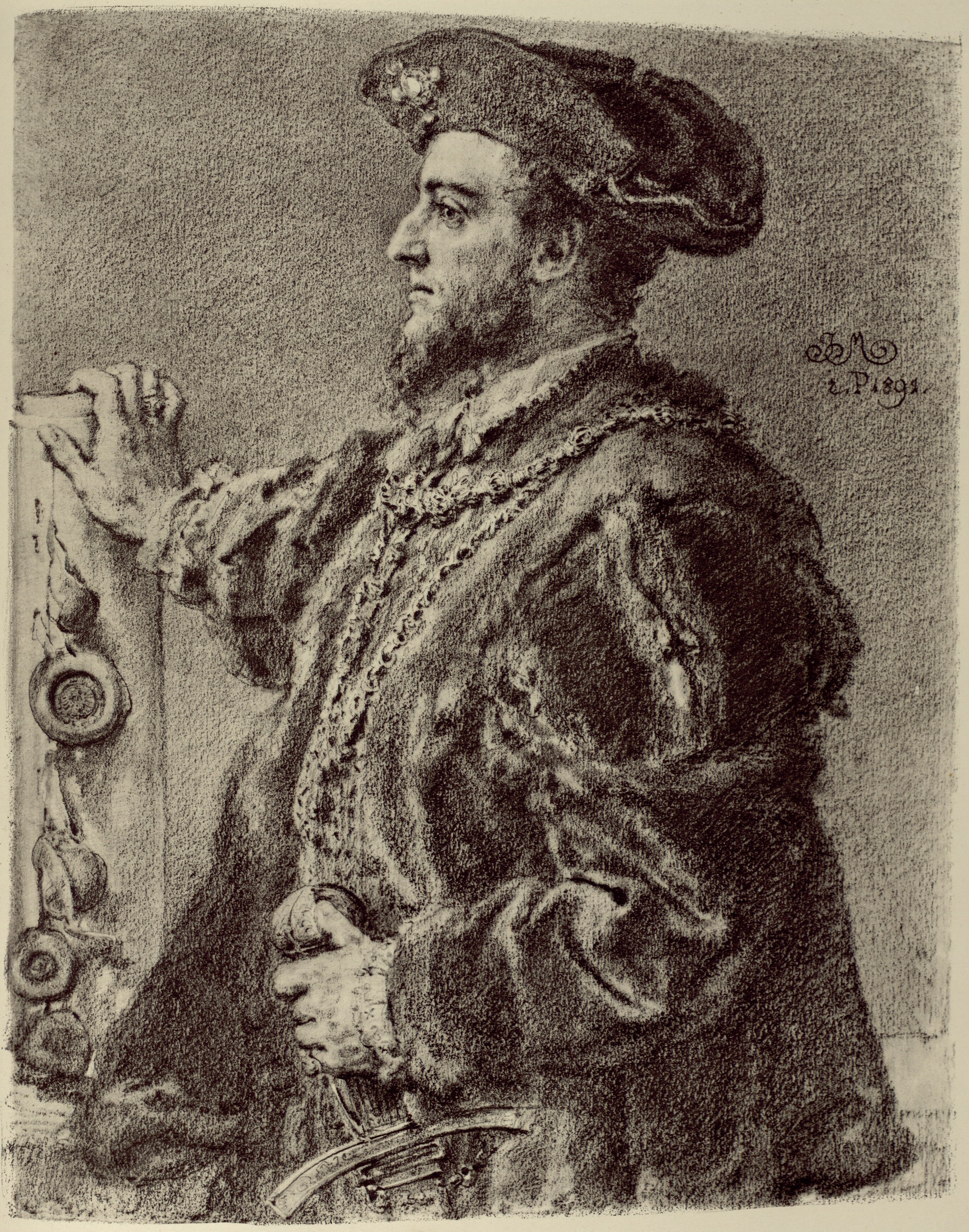
II. Zsigmond Ágost Jan Matejko képén

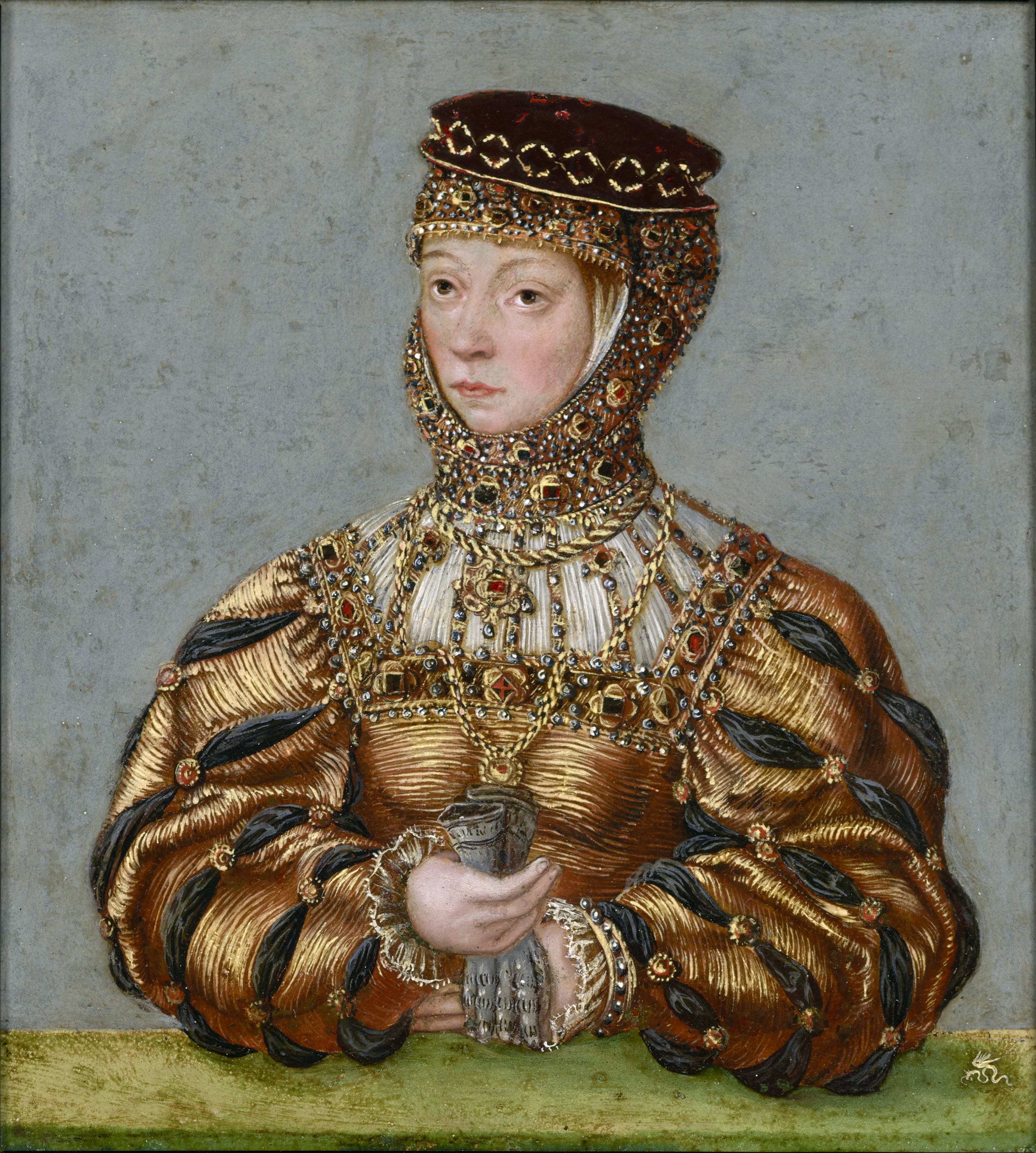
Barbara Radziwiłł

Öreg Zsigmond meghalt 1548. április 1-jén. Utódja az egyetlen fia, II. Zsigmond Ágost lett – tízéves gyerekként 1530-ban, még apja életében megkoronázták. 1544-től ő kormányozta a Litván Nagyfejedelemséget.
Zsigmond Ágost, még az apja társuralkodójaként, kezdetben az anyja, Bona királyné, nagy befolyása alatt volt – de ez egyre kevésbé tetszett neki. A függetlenedésre törekvő Zsigmond Ágost és nagyrávágyó Bona között összeütközés tört ki, amely eszkalálódott, miután a királyfi átköltözött Vilnába (1544) litván nagyfejedelemként, aminek következtében nagy mértékben megszabadult édesanyja hatástól.
Miután Zsigmond Ágost első felesége, Habsburg Erzsébet (II. Jagelló Ulászló unokája) 1545-ben gyermektelenül meghalt, 1547-ben titokban elvette a litván főúri családból származó Barbara Radziwiłłot. Amikor 1548-ban, I. Zsigmond halála után, bejelentette házasságát, a lengyel köznemesség és Bona megpróbálták semmissé nyilvánítani azt, mert rangon aluli házasságnak tartották (de valójában féltek a Radziwiłł-család befolyásától). Az összeütközés Bona és Zsigmond között annyira komoly lett, hogy az özvegy királyné átköltözött Mazóviába lányaival együtt, de a hívei gyakran felléptek szejmokon Zsigmond ellen, amivel aláásták az ifjú király tekintélyét. Végül a király legyőzte a szejm ellenkezését és sikerült megkoronáztatnia Barbarát, 1550-ben, de királyné már 1551-ben gyermektelenül meghalt (voltak gyanúsítások, hogy Bona mérgezte meg, de nem volt semmi bizonyíték – Barbara valószínűleg méhnyakrákos volt).
A király 1553-ban harmadik házasságot kötött első felesége féltestvérével, Katalinnal, de a házaspár nem nagyon kedvelte egymást és nem volt gyereke. II. Zsigmond Ágost meghalt 1572-ben Knyszynban (városka Podlasiében). Halálával kihunyt a Jagelló férfias vonala és megkezdődött az első interregnum.

### Litván–orosz háború (1558–70)
A mai Észtország és Lettország területeit régen Livóniának (len. Inflanty) hívták. 13. század elejétől ott Kardtestvérek rendje kormányzott, amely 1237-ben beolvadt Német Lovagrendbe. A Lovagrend hanyatlása (1525) után a Kardtestvérek a Német Lovagrend Lívóniai részeként megőrizték függetlenségüket.
Livónia zárta Oroszországnak a kijáratot tengerhez, azért az oroszoknak nagyon vágytak erre a tartományra. 1554-ben Oroszország rákényszerítette a Kardtestvéreket, hogy megszakítsák kapcsolataikat Litvániával és Lengyelországgal és fizessenek adót Dorpat városért. A Kardtestvérek között voltak az emberek, akik támogatták az ötlétet, hogy Livónia váljon lengyel hűbéri földdé váljon, a Rendi Poroszország mintájára – Hohenzollern Wilhelm rigai érsék volt a politikai vezetőjük. Azok a Kardtestvérek, akik féltek a moszkvai közbelépéstől, üldözték Wilhelmet. Akkor II. Zsigmond Ágost király eldöntötte, átveszi Livóniát a Litván Nagyfejedelemség megerősítése érdekében – kihirdette magát Wilhelm pártfogójának és fegyveres közbelépéssel fényegette a Kardtestvéreket. A királyi hadsereg erődemonstrációja olyan benyomást tett a Kardtestvérekre, hogy 1557. szeptember 14-én Johann Wilhelm von Fürstenberg nagymester aláírta az oroszellenes szövetséget Zsigmond Ágosttal. IV. Rettegett Iván cár ezt hadüzenetnek tekintette.
1558 januárjában az orosz hadsereg megtámadta Livóniát – elfoglalta Narvát és Dorpatot, 1559-ben közeledett Riga felé. 1559 augusztusában Zsigmond Ágost litván nagyfejedelemként pártfogásába vette Livóniát.
Svédország és Dánia is meg akarta szerezni Livóniát. 1560-ban Johann von Münchhausen kurzemei püspök áttért a lutheranizmusra és eladta a püspöki címét Magnus dán hercegnek, aminek következtében Dánia elfoglalta Saaremaát. 1561-ben XIV. Erik svéd király meghódította Észtországot, Tallinn-nal együtt.
1561-ben a lengyel–litván zsoldoshadsereg megszállta Livóniát. November 28-án aláírták a vilnai szerződést, amely feloszlatta a Kardtestvérek államát. Kurzeme és Zemgale a lengyel-litván állam hűbéri födjei lettek, amelyeknek uralkodójuk a Kardtestvérek utolsó nagymestere, Gothard Kettler lett. Latgale lett lengyel-litván kondominium Lengyel Livónia (Inflanty Polskie) név alatt. Dorpat Oroszországhoz került, Észtország – Svédországhoz, Hiiumaa és Saaremaa – Dániához.
1563 januárjában két orosz hadsereg, IV. Iván cár személyes parancsnoksága alatt, elindult Litvánia felé. Májusban megkezdődött az háromkorona-háború, amelyben a Lengyel–Litván Unió szövetséget kötött Dániával (október), Oroszország pedig – Svédországgal. Ezek a szövetségek nagyon lazák voltak, valójában mindegyik állam saját felelősségére harcolt. Zsigmond Ágostnak szintén Hohenzollernok segítettek – annak fejében, hogy Lengyelország elismerte a Porosz Hercegség trónja örökletes utódlását.
A következő években a harcok Szmolenszk és Polack környékén meg Livóniában folytak. 1567 nyarán a Lengyel–Litván Uniót támogató krími tatárok megtámadták Oroszországot, amivel rákényszerítették IV. Ivánt, hogy visszatartsa a támadást Litvánia ellen és hazatérjen Moszkvába. A lengyel–litván hadsereg megkezdte az ellentámadást.
A béketárgyalások már 1568-ban elkezdődtek. Ennek következtében Litvánia és Oroszország aláírták 1570 márciusában a hároméves fegyverszünetet, amelynek értelmében Litvánia lemondott Oroszország javára a keleti Livóniáról, Észtország keleti részéről és Polackról. A háború következtében Oroszország jogot formált a litván terjeszkedésre, ami viszont rákényszerítette Litvániát, hogy szorosabban összekapcsolódjon Lengyelországgal. Decemberben pedig Svédország és Dánia megkötötték a szczecini békét és befejeződött az északi háború.

### Lengyel–Litván Unió

I. Rzeczpospolita tartományai és vajdaságai, 1569-ben

II. Zsigmond Ágost végbevitte Lengyelország és Litvánia egyesítését. A litvánok többsége csak a védelmi szövetséget pártolta, a lengyelek pedig még Litvánia bekebelezésére is gondoltak (Mazóvia mintájára). 1568-ban a király összehívta a szejmet Lublinba. A közös vita nem a litvánok tervei szerint ment, ezért lassanként elhagyták a várost. Feleletül, Zsigmond Ágost hozzácsatolta a Lengyel Királysághoz a Litván Nagyfejedelemség déli részét (Poleszje, Wołyń, Kijev). Akkor a megijesztett litvánok beleegyeztek az unió megszavazásába (1569. július 1.). Az korábbi perszonálunión túlmutató reálunió fő döntései:
- A Lengyel Királyságnak és a Litván Nagyfejedelemségnek egy uralkodójuk lesz, szabad választásban választva.
- Létrehozták a közös szejmet,[16] amely Varsóban tanácskozott és amelynek a Képviselőháza 114 lengyel meg 48 litván képviselőből, a Szenátusa viszont 113 lengyel meg 27 litván szenátorból állt.
- A közös állam mindkét tagja kötelezte magát a közös kül- és védelmi politika vezetésére, de a hadseregek önállóak maradtak.
- Bevezették a közös pénzt.
- Külön, de azonos hatáskörű, központi hivatalokat és rangokat mindkét országban meg is őrizték, a hivatalos nyelvek szintén külön maradtak (Litvániában – az óorosz).

Az unió pillanatától fogva, a lengyel-litván államot úgy hívták, hogy Rzeczpospolita Obojga Narodów – Mindkét Nemzet Köztársasága, mostanában pedig I. Köztársaságnak. A rzeczpospolita főnév a latin res publica kifejezés szó szerinti fordítása. Ezt nem úgy értették, ahogy ma (az állam, ahol nem király, hanem elnök kormányoz) – a rzeczpospolita azt jelentette, hogy a lengyel-litván állam parlamentáris rendszerű és uralkodója választható. Ezt a nevet a Velencei és Novgorodi Köztársaságokra, valamint Krakkó Szabad Városra (1815–46) vonatkozólag használták; mostanában – csak Lengyelországra (a mostani lengyel állam hivatalos neve Rzeczpospolita Polska, nem „Republika Polska”, bár így fordítják ezt a nevet más nyelvekre). Meg kell említeni, hogy ezt az országot, amely a lublini unió előtt a Lengyel Királyságot alkotta, Koronának hívták.